# Pożar

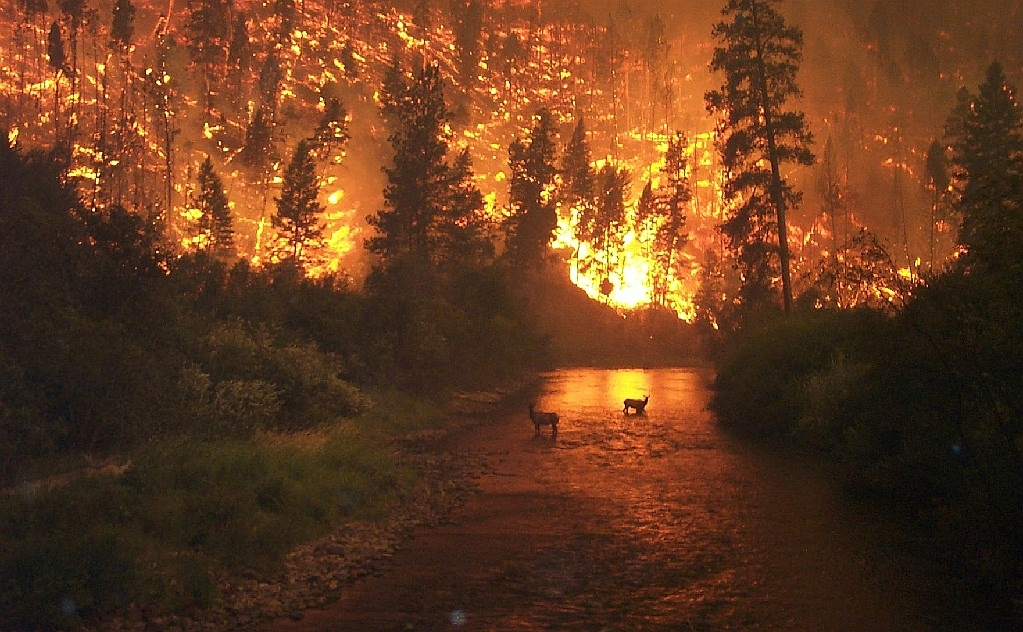
Pożar lasu w Bitterroot National Forest w Montanie (USA)

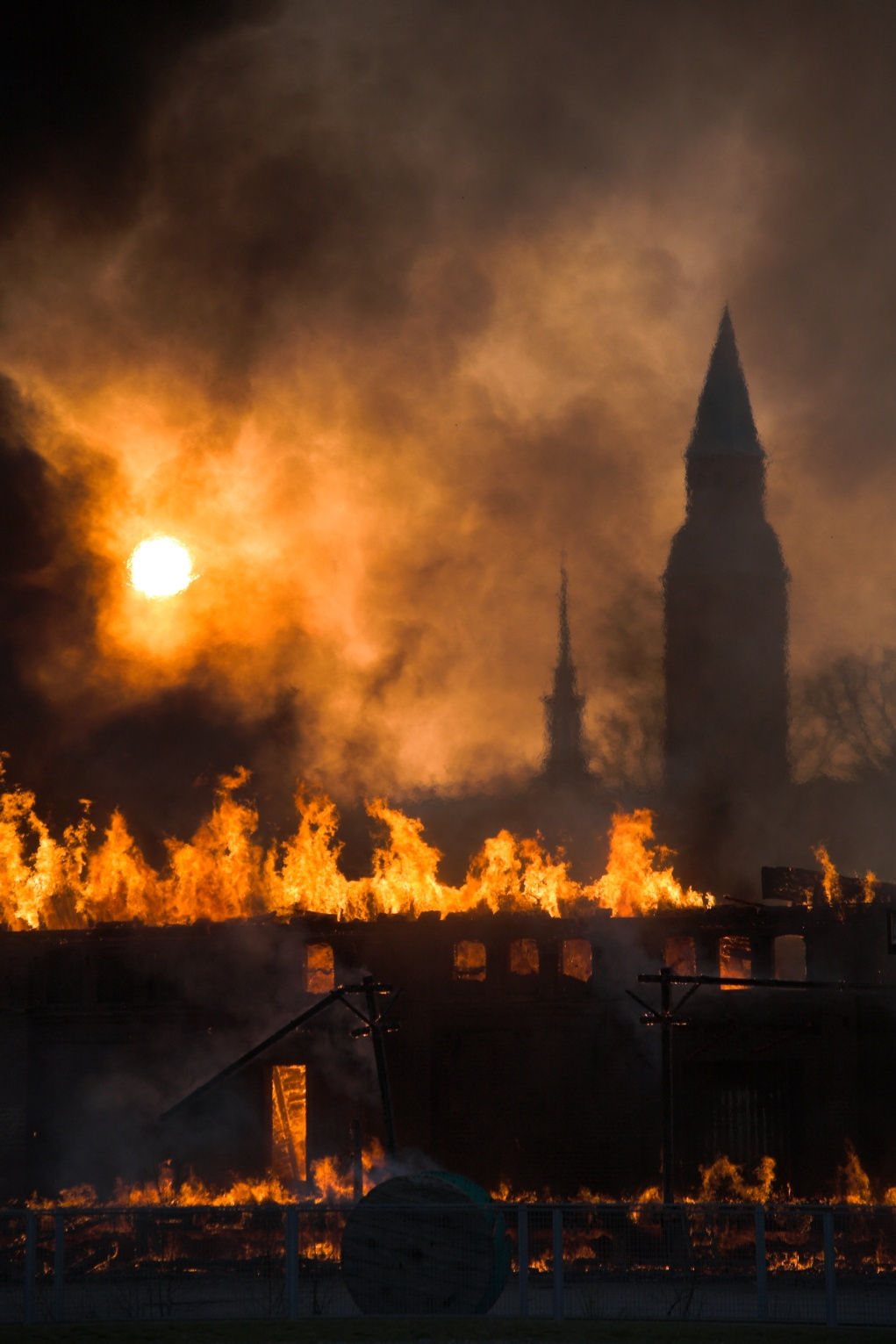
Pożar magazynów VR w Helsinkach 5 maja 2006 roku

Pożar – niekontrolowany, samoistny proces spalania materiałów palnych w miejscu i czasie do tego nieprzeznaczonym.
Pożar jest zjawiskiem destrukcyjnym mogącym doprowadzić do znacznych strat zarówno w środowisku naturalnym (np. w lasach, łąkach), jak i w gospodarce (np. zniszczenie upraw, budynków, urządzeń). Wiąże się z występowaniem szkodliwych czynników takich jak: płomienie, wysoka temperatura, dym, iskry, a niekiedy także toksyczne opary i wybuchy. W skrajnych przypadkach może doprowadzić do zniszczenia całych miast i wywołania katastrof ekologicznych. Zawodowo zwalczaniem, przeciwdziałaniem i usuwaniem skutków pożarów, zajmuje się straż pożarna.

## Przyczyny
Wśród podstawowych przyczyn występowania pożarów wymienia się:
- czynniki naturalne – w których pożar może zostać zainicjowany przez zjawiska naturalnie występujące w przyrodzie, jak np. wyładowanie atmosferyczne czy erupcja wulkanu
- czynniki ludzkie – w których pożary inicjowane są przez działalność człowieka (pośrednią lub bezpośrednią), np. zaniedbania, nieumyślne zaprószenie ognia, umyślne podpalenie, wypadki itp.

Bezpośrednim warunkiem zapoczątkowania pożaru (podobnie jak w procesie spalania) jest istnienie tzw. trójkąta spalania, jak i odpowiednich warunków do jego podtrzymania:
- materiał palny
- utleniacz
- źródło energii cieplnej koniecznej do zapalenia materiału palnego.

## Fazy rozwoju pożaru
- Faza I
  - charakteryzuje się rozszerzaniem ognia od źródła zapalenia – w tej fazie następuje gwałtowny wzrost temperatury. Pożar jest kontrolowany przez ilość paliwa.
- Faza II
  - pożar osiąga pełny rozwój przez objęcie płomieniem całego pomieszczenia lub przez wniknięcie w głąb materiału palnego. Podczas przejścia pożaru do tej fazy może nastąpić rozgorzenie lub wsteczny ciąg płomienia. Następuje gwałtowny wzrost temperatury do ok. 800–1200 °C w górnej strefie gazów pożarowych. Pożar jest kontrolowany przez wentylację.
- Faza III
  - następuje dopalanie się resztek materiału palnego – w fazie tej temperatura zaczyna stopniowo spadać
- Faza IV
  - jest to faza, w której następuje stygnięcie pogorzeliska, a temperatura osiąga wartość sprzed zapalenia.

## Podział

### Rodzaj
- blokowy – pożar obejmujący kilka kondygnacji jednego obiektu lub pożar zespołu obiektów,
- otwarty – pożar rozwijający się i rozprzestrzeniający na otwartej przestrzeni z oznakami żarzenia lub świecenia,
- podpowierzchniowy (torfowo-murszowy) – pożar głębszych warstw gruntowych, najczęściej na terenach łąk i lasów,
- przestrzenny – pożar obejmujący wiele obiektów, pożar lasów, upraw itp.,
- ukryty – pożar, który rozwija się i rozprzestrzenia w pustych przestrzeniach stropów, stropodachów, ścian, podłóg itp. bez oznak świecenia i żarzenia,
- wewnętrzny – pożar rozwijający się i rozprzestrzeniający wewnątrz obiektu,
  - wewnętrzny ukryty – pożar w pustych przestrzeniach stropów, ścian wewnątrz urządzeń i aparatów technologicznych,
  - wewnętrzny otwarty – pożar w przestrzeni zamkniętej z widzialnym ogniskiem,
- wierzchołkowy – pożar całkowity drzewostanu lasu,
- w zarodku – pożar, który nie rozprzestrzenił się poza miejsce powstania,
- zewnętrzny – pożar rozwijający się i rozprzestrzeniający na zewnątrz obiektu lub poza obszarem budynku.

### Rozmiar

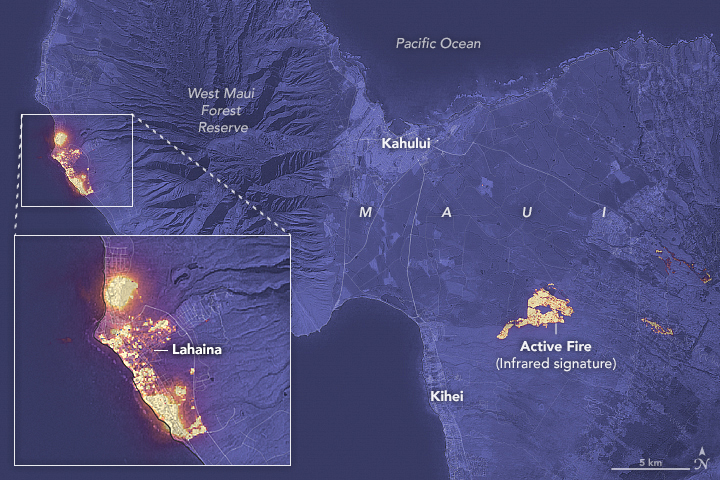
Zdjęcia satelitarne pożaru na Maui w 2023 r. Pożar objął ok. 6880 ha, zabijając ponad 99 osób i niszcząc 2207 budynków

- bardzo duży – występuje, jeśli w jego wyniku zostały spalone lub zniszczone obiekty lub ich części, ruchomości, składowiska materiałów, maszyny, urządzenia, surowce, paliwa itp. o powierzchni ponad 1000 m² lub objętości ponad 5000 m³; lasy, uprawy, trawy, torfowiska i nieużytki o powierzchni ponad 100 ha lub jeżeli podano ponad 36 prądów gaśniczych,
- duży – występuje, jeśli w jego wyniku zostały spalone lub zniszczone obiekty lub ich części, ruchomości, składowiska materiałów, maszyny, urządzenia, surowce, paliwa itp. o powierzchni od 301 m² do 1000 m² lub objętości od 1501 m³ do 5000 m³; lasy, uprawy, trawy, torfowiska i nieużytki o powierzchni powyżej 10 ha i nie większej niż 100 ha lub jeżeli podano 13-36 prądów gaśniczych,
- średni – występuje, jeśli w jego wyniku zostały spalone lub zniszczone obiekty lub ich części, ruchomości, składowiska materiałów, maszyny, urządzenia, surowce, paliwa itp. o powierzchni od 71 m² do 300 m² lub objętości od 351 m³ do 1500 m³; lasy, uprawy, trawy, torfowiska i nieużytki o powierzchni powyżej 1 ha i nie większej niż 10 ha lub jeżeli podano 5-12 prądów gaśniczych,
- mały – występuje, jeśli w jego wyniku zostały spalone lub zniszczone: obiekty lub ich części, ruchomości, składowiska materiałów, maszyny, urządzenia, surowce, paliwa itp. o powierzchni do 70 m² lub objętości do 350 m³; lasy, uprawy, trawy, torfowiska i nieużytki o powierzchni nie większej niż 1 ha lub jeżeli podano do 4 prądów gaśniczych.

### Materiał
W Polsce stosuje się następującą klasyfikację pożarów pod względem spalanego materiału:
| Grupa | Charakterystyka                                                    | Opis |
| ----- | ------------------------------------------------------------------ | --- |
| A     | Pożary ciał stałych                                                | Stałe materiały palne, np. drewno, papier, węgiel, tkaniny, słoma Głównymi współczynnikami fizyko-chemicznymi mającymi wpływ na prędkość rozprzestrzeniania się pożaru są: - powierzchnia kontaktu (stopień rozdrobnienia substancji) Rozdrobnione materiały palne mogą szybko przemieszczać się wskutek działania prądów wznoszących ciepłego powietrza powstającego nad obszarem pożaru powodujących dalsze rozprzestrzenianie się niekontrolowanych źródeł zapłonu. - możliwość wydzielania się łatwopalnych gazów i par podczas spalania |
| B     | Pożary cieczy palnych i substancji topniejących pod wpływem ciepła | Ciecze palne, np. nafta i jej pochodne oraz ciecze o niskiej temperaturze wrzenia (alkohol, aceton, eter, oleje, lakiery) oraz substancje przechodzące w stan płynny pod wpływem ciepła, np. parafina, stearyna, smoła ulegają zapłonowi, gdyż pod wpływem ciepła przechodzą w stan gazowy (parowanie), tworząc nad górną warstwą cieczy mieszaninę par z powietrzem. Dalszy proces spalania przebiega już samoczynnie, ponieważ mieszanina par z powietrzem, paląc się, nagrzewa ciecz i powoduje jej dalsze parowanie. |
| C     | Pożary gazów palnych                                               | Spalanie gazów (np. metanu, acetylenu, propanu, wodoru, gazu miejskiego) odbywa się w warstwie stykania się strumienia gazu z powietrzem. Mieszanina gazu palnego z powietrzem lub – w odpowiedniej proporcji – (w przedziale powyżej dolnej i poniżej górnej granicy wybuchowości) z innymi gazami, ulega łatwemu zapaleniu od niewielkiego źródła ciepła, a nawet od iskry lub żaru papierosa. Gazy palne stanowią duże niebezpieczeństwo szczególnie wtedy, gdy wymieszane z powietrzem zostaną podpalone w pomieszczeniu zamkniętym. Wybuch mieszaniny gazowo-powietrznej może dokonać poważnych zniszczeń w budynku, a nawet w jego okolicach. |
| D     | Pożary metali lekkich                                              | Metale (np. lit, sód, potas, glin i ich stopy), w zależności od składu chemicznego, spalając się, zużywają tlen z powietrza albo – jako mieszaniny mające w swym składzie utleniacze – spalają się bez dostępu powietrza (np. termit (pirotechnika), elektron (stop magnezu)). Metale te oraz mieszanki ciekłe, przeważnie pochodne ropy naftowej (np. napalm, pirożel), są trudne do ugaszenia. Z tego powodu stosuje się je jako środki zapalające, wywołujące pożary punktowe lub przestrzenne. |
| F     | Pożary tłuszczów                                                   | Pożary tłuszczów i olejów spożywczych. Wyróżnienie tej klasy wynikło z tego, że tłuszcze spożywcze w czasie ich użytkowania (np. smażenie) mają wysoką temperaturę, co utrudnia ich gaszenie, a po ugaszeniu może dojść do ponownego zapłonu, gdy znów dotrze do nich tlen z powietrza. Niebezpieczeństwo pożarów tej grupy wynika również z tego, że przy próbie ugaszenia takiego pożaru wodą może nastąpić wyrzut palącego się tłuszczu, co gwałtownie może powiększyć strefę spalania. |

W USA stosuje się inny podział na grupy: A – ciała stałe, B – ciecze i gazy palne, C – pożary grup A i B w pobliżu urządzeń pod napięciem, D – metale palne, F – tłuszcze spożywcze w urządzeniach kuchennych.

## Sposoby zwalczania

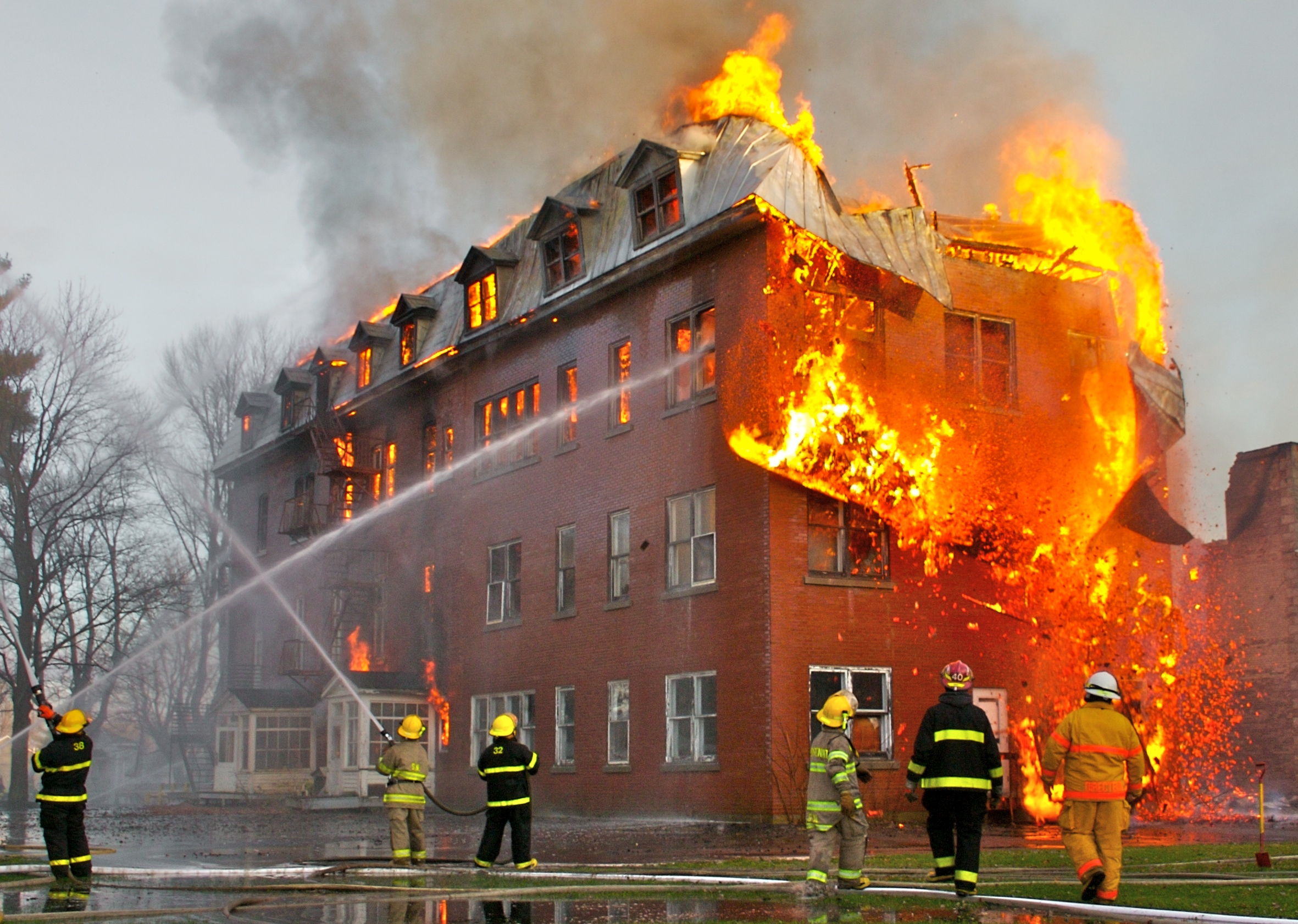
Strażacy walczący z pożarem w Massueville, Quebec, Kanada

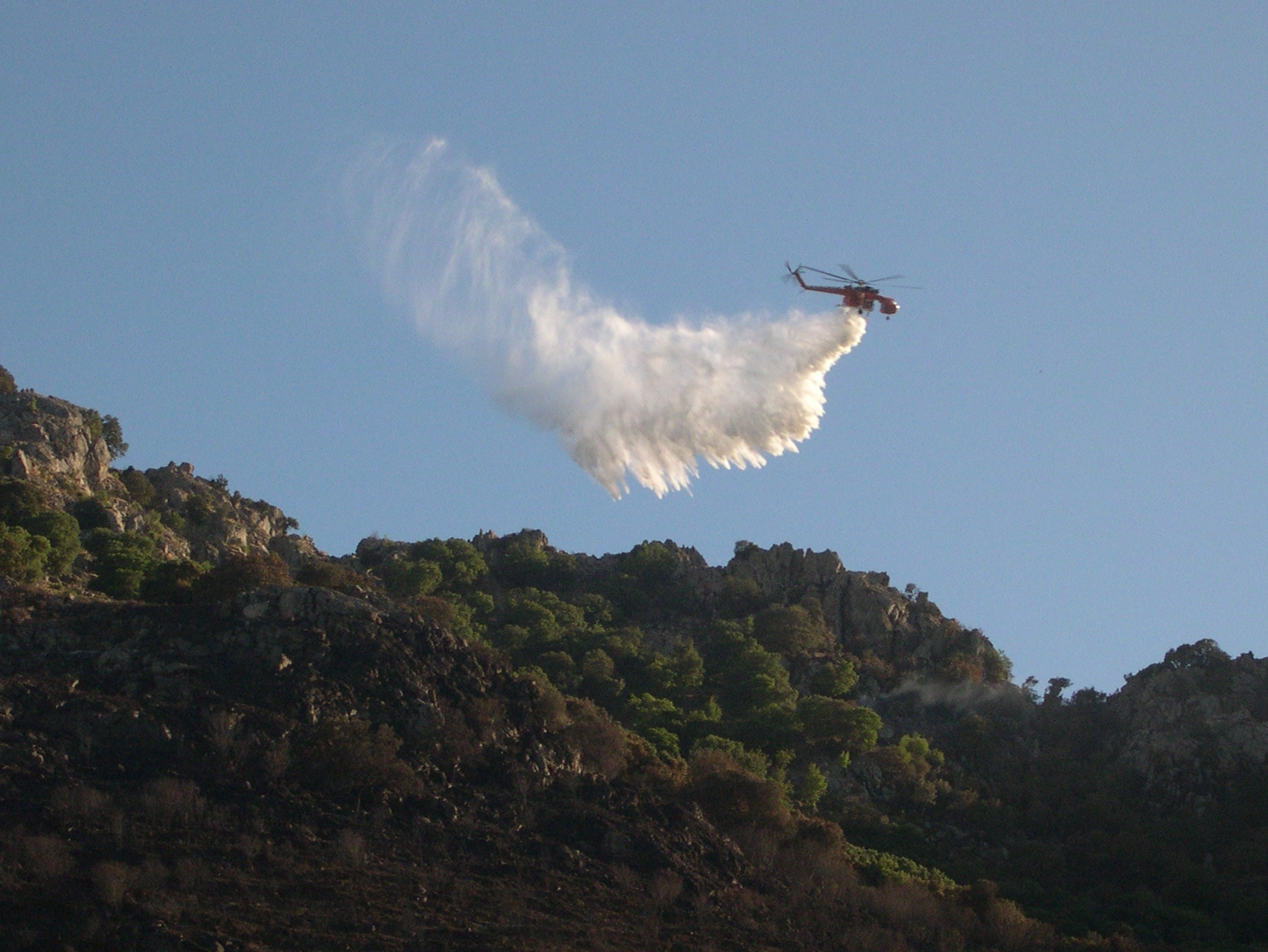
Śmigłowiec Skycrane CH-54 gaszący pożar na Korsyce

Najbardziej znanymi metodami walki z pożarem jest użycie środków gaśniczych. Do powszechnie stosowanych środków gaśniczych zaliczamy: wodę, pianę, piasek, gazy i proszki.

### Woda
Woda absorbuje z palącego się ciała duże ilości ciepła, tym samym uniemożliwiając dalsze palenie się. W zetknięciu się wody z pożarem wytwarza się para wodna, która wypiera tlen z ogniska pożaru, hamując cały proces palenia się. W przypadku pożaru palnych cieczy mieszających się z wodą (np. etanolu) działa ona poprzez rozcieńczanie palnej cieczy, która w końcu gaśnie, gdy jej stężenie w roztworze znacznie spadnie.
Woda jest:
- tania,
- zazwyczaj łatwo dostępna,
- może być podana w postaci zwartej i rozproszonej – mgły wodnej.

Nie może być użyta do gaszenia:
- ciał reagujących chemicznie z wodą (np. karbid) – co powoduje zwiększenie pożaru,
- ciał żarzących się o bardzo wysokiej temperaturze żaru (grozi to rozkładem wody na wodór i tlen),
- płynów łatwopalnych lżejszych od wody (powoduje rozbryzg palącej się cieczy),
- urządzeń elektrycznych pod napięciem (przewodzi prąd i może spowodować porażenie).

### Piana gaśnicza
Jej działanie gaśnicze polega na odizolowaniu dostępu tlenu od powierzchni palącego się materiału oraz ma działanie chłodzące (obniża temperaturę).
Piana gaśnicza jest:
- dość tania,
- zazwyczaj łatwa do wytworzenia,
- może być podana w postaci piany lekkiej, średniej lub ciężkiej, co zwiększa zakres jej stosowania. Typ piany zależny jest od tzw. liczby spienienia – dla piany ciężkiej wynosi ona do 20, dla piany średniej 21-200, dla lekkiej ponad 200.

Nie może być użyta do gaszenia:
- ciał reagujących chemicznie z wodą (np. karbid) – co powoduje zwiększenie pożaru,
- ciał żarzących o bardzo wysokiej temperaturze żaru (grozi to rozkładem wody na wodór i tlen),
- urządzeń elektrycznych pod napięciem (przewodzi prąd i może spowodować porażenie).

Ograniczenia te wynikają z zawartości wody w składzie piany.
W przypadku pożaru cieczy rozpuszczalnych w wodzie (np. etanolu) stosowanie piany wymaga użycia specjalnych środków pianotwórczych zapobiegających niszczeniu piany przez ciecz. Piany utworzone z użyciem tych środków doskonale nadają się do gaszenia pożarów innych cieczy (np. benzyny), ale są w tym celu rzadko stosowane z uwagi na bardzo wysoką cenę takich środków (w porównaniu z typowymi środkami).

### Proszki gaśnicze
Są to drobno zmielone (niepalne) związki węglanowe lub fosforanowe – mają za zadanie odizolować płonące ciała od dostępu tlenu. Dodatkowo mogą wydzielać dwutlenek węgla mający właściwości tłumiące ogień.
Proszki gaśnicze są:
- szczególnie korzystne przy gaszeniu archiwów, zabytków (nie niszczą, nie zamaczają eksponatów),
- nie są drogie,
- są łatwe do użycia w gaśnicy.

Nie mogą być użyte do gaszenia:
- precyzyjnych urządzeń mechanicznych będących w ruchu (mogą powodować ich mechaniczne zatarcie).

### Dwutlenek węgla i innegazy gaśnicze
Są bardzo skutecznym środkiem gaśniczym, ich dominującym mechanizmem gaśniczym jest zmiana parametrów cieplnych środowiska pożaru polegająca m.in. na pochłanianiu ciepła, co z kolei powoduje zmniejszenie szybkości reakcji chemicznych w płomieniu i stopniowe jego wygaszenie. Dodatkowym efektem gaśniczym jest rozcieńczanie atmosfery pożaru powodujące spadek stężenia tlenu.
Dwutlenek węgla jest uniwersalnym i skutecznym środkiem gaśniczym:
- nie przewodzi prądu,
- nie reaguje z palącymi się materiałami,
- skutecznie izoluje od powietrza (większy ciężar właściwy niż powietrze),
- nie niszczy urządzeń mechanicznych będących w ruchu.

Wadą jest duży ciężar gaśnicy oraz – w przypadku dwutlenku węgla, jego dość niska temperatura krytyczna, przez co zwiększa się wrażliwość na podwyższoną temperaturę otoczenia gaśnicy.

### Piasek
Piasek należy do łatwo dostępnych środków gaśniczych. Jego działanie polega na odcięciu dostępu tlenu od palącego się materiału. Użycie piasku zapobiega rozbryzgom. Jest higroskopijny, przez co ma zmienne właściwości, może przewodzić prąd, zimą może ulec zbryleniu.
Piasek jest:
- tani.

Nie może być użyty do gaszenia:
- płynów łatwopalnych lżejszych od wody (tonie w palącej się cieczy),
- precyzyjnych urządzeń mechanicznych (powoduje ich mechaniczne uszkodzenie),
- urządzeń elektrycznych pod napięciem.

### Inne metody
Używane też były środki gaśnicze takie, jak:
1. czterochlorek węgla
2. halony

Zostały wycofane z użycia z uwagi na:
- toksyczne opary,
- słabe działanie przy silnym wietrze,
- szkodliwe działanie na warstwę ozonową.

Do gaszenia małych przedmiotów lub powierzchni nie większych niż 1 m² służą koce gaśnicze. Natomiast do tłumienia żagwi i iskier przenoszonych przez wiatr służą tłumice.

### Gaszenie pożarów metali (klasa D)
Podstawowym środkiem gaśniczym jest tutaj chlorek sodu, który przy zetknięciu się z płonącym metalem zaczyna się topić i wytwarza wokół niego warstwę, która odcina dostęp tlenu, przez co metal gaśnie (w przypadku mieszanin metali z utleniaczem warstwa stopionej soli izoluje płonący metal od palnych materiałów). Nieco mniej skuteczne (z powodu wyższej temperatury topnienia i przez to wytwarzania mniej szczelnej warstwy, gdyż ziarna się nie topią), ale też czasem stosowane są grafit i piasek. W przypadku pożaru litu stosowana jest także sproszkowana miedź, która działa podobnie do soli. Czasami, gdy dojdzie do pożaru niewielkiej ilości mieszaniny metalu z utleniaczem (np. termit) i dysponuje się dużą ilością ciekłego azotu lub (mniej skutecznego) dwutlenku węgla (np. w laboratorium), można ten metal gasić tą cieczą, zalewając go (uważając na rozpryskiwanie się metalu), co spowoduje obniżenie jego temperatury poniżej temperatury zapłonu. Jednakże działanie takie bardzo często może zakończyć się niepowodzeniem, ponieważ gaz powstały wskutek odparowania cieczy tworzy warstwę izolacyjną utrudniającą oziębianie materiału palnego. W miejscach, gdzie są przechowywane duże ilości palnych metali, powinny być zainstalowane automatyczne instalacje gaśnicze z odpowiednim środkiem (sól, miedź) oraz przygotowane w pobliżu zbiorniki z tym samym środkiem – na użytek strażaków (nie należy zastępczo stosować soli kuchennej dostępnej w handlu, ponieważ ona zawiera rozmaite dodatki – np. jod, środki przeciwzbrylające etc. – które mogą zaburzać proces gaszenia). Osoby gaszące pożar większej ilości palnego metalu muszą to robić tylko w ubraniach żaroodpornych i aparatach ochrony dróg oddechowych ze sprężonym powietrzem (płonące metale mogą wytwarzać trujące gazy).

### Gaszenie pożarów tłuszczów spożywczych (klasa F)
W przypadku pożarów pierwotnie zimnych substancji tego typu np. w magazynach gaszenie jest identyczne jak typowych pożarów klasy B. W przypadku pożarów małej ilości gorącego tłuszczu (typowa kuchnia domowa) wystarczy zwykła gaśnica B, BC, ABC. Natomiast gaszenie w ten sposób takich pożarów w restauracjach, cukierniach etc., kiedy zapali się duża ilość rozgrzanego (np. przy smażeniu) tłuszczu, może być nieskuteczne, ponieważ po ugaszeniu tłuszczu może się on znów zapalić, kiedy z powrotem dotrze doń tlen. Należy wtedy stosować specjalne gaśnice klasy F zawierające przeważnie roztwór octanu potasu. Roztwór ten na powierzchni gorącego tłuszczu tworzy trwałą i odporną na temperaturę warstwę odcinającą dostęp tlenu, dzięki czemu tłuszcz nie może się znów zapalić i może ostygnąć.

## Pożary lasów

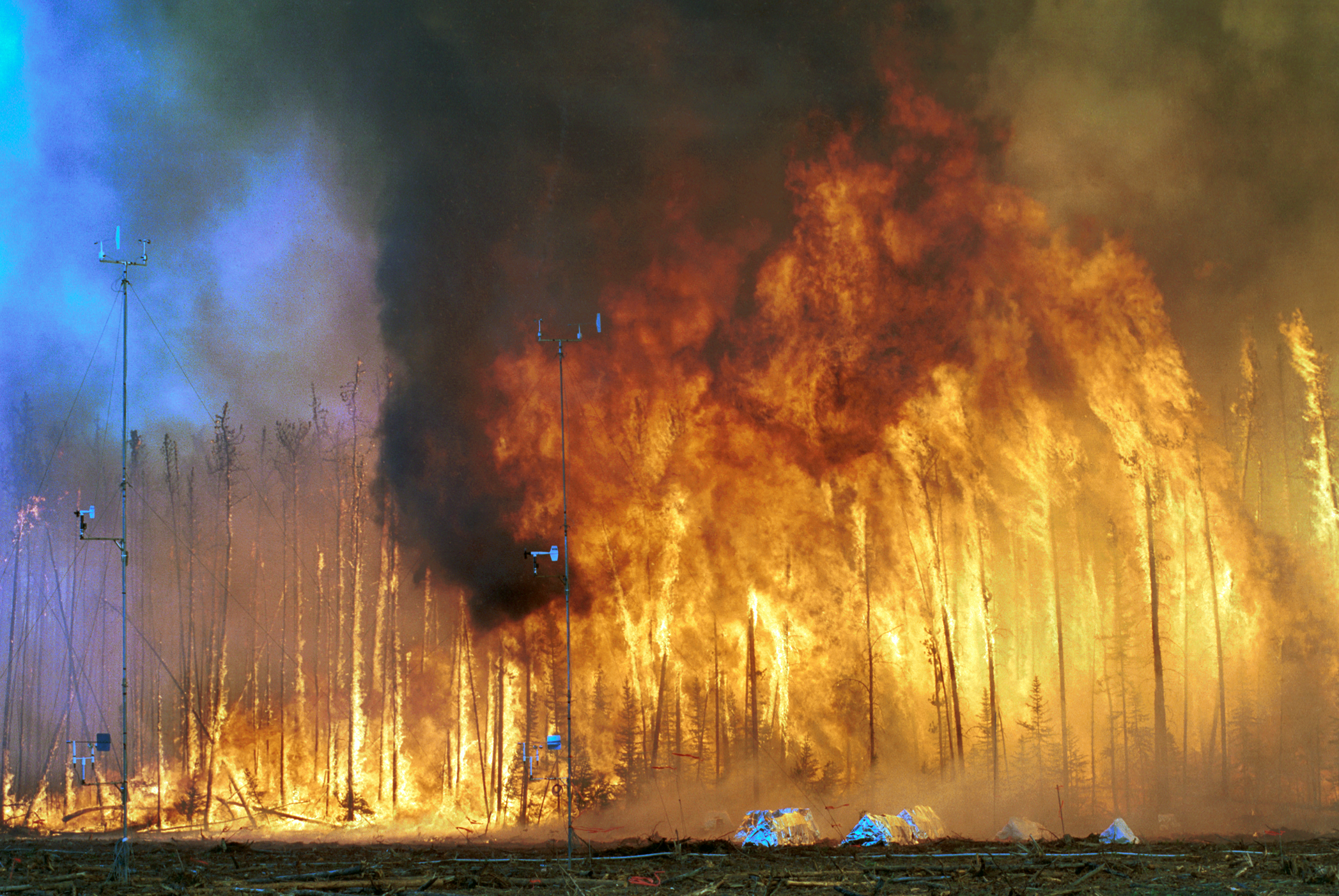
Eksperymentalny pożar lasu (Northwest Crown Fire Experiment) w Kanadzie

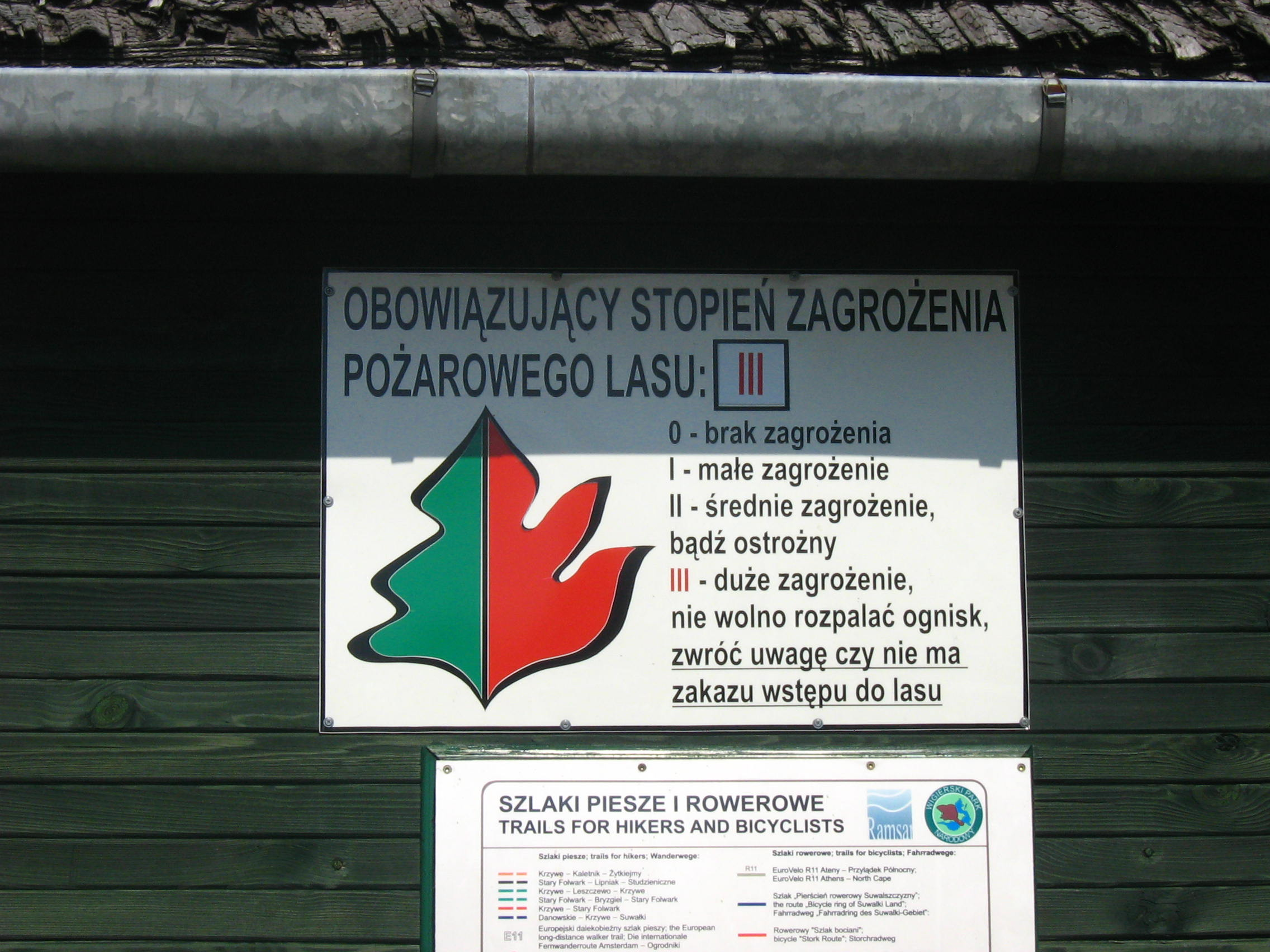
Stopnie zagrożenia pożarowego lasu. W tym przypadku jest to stopień III.

Pożary na terenach ekosystemów leśnych przynoszą duże straty ekonomiczne i ekologiczne. Do ekonomicznych skutków pożarów zaliczamy m.in.:
- straty finansowe związane z akcją gaśniczą,
- koszty oczyszczania pogorzeliska,
- uszkodzenia drzew wykluczające je z późniejszego użytkowania przez człowieka,
- wydatki związane z przywróceniem środowisku stanu sprzed pożaru itp.[3].

Według Instytutu Badawczego Leśnictwa bezpośrednie straty w przeliczeniu na 1 ha powierzchni wynoszą 17 tys. złotych, a straty pośrednie (ekologiczne) 92 tys. złotych/1 ha.
Ekologiczne skutki pożarów lasów są szczególnie niebezpieczne ze względu na wydzielane w procesie spalania związki toksyczne oraz tzw. gazy cieplarniane przyczyniające się bezpośrednio do powstawania efektu cieplarnianego. Podczas pożaru 1 tony materiału leśnego powstaje:
- 1375 kg dwutlenku węgla,
- 125 kg tlenku węgla,
- 50 kg cząstek ciekłych i stałych (dym, para wodna),
- 12,5 kg węglowodorów (w tym metan),
- 2,5 kg tlenków azotu,
- związki siarki[3].

Aby wyrównać emisję dwutlenku węgla wyemitowanego w pożarze 1 hektara lasu, należy zasadzić około 10-25 hektarów lasu.
Pożary mogą mieć jednak także pozytywny wpływ na bioróżnorodność lasów naturalnych (powstanie nowych nisz ekologicznych, zwiększenie zróżnicowanie siedlisk, pirofity), szczególnie jeśli ludzie nie ingerują w jego odnowę (usuwanie nadpalonych czy sadzenie nowych drzew).